# مخابرات فرنسية
مخبارات فرنسية أو وكالة الإستخبارات الفرنسية. هي حاليا المديرية العامة للأمن الخارجي (وتـُعرف بالاختصار DGSE لاسمها (بالفرنسية: Direction générale de la Sécurité extérieure)‏.
يعتبر جوزيف فوشيه وزير الشرطة في عهد نابليون بونابرت عام 1815 هو مؤسس المخابرات الفرنسية إذ كان أول رئيس للمخابرات لدى الإمبراطور نابليون .

## بداية المخابرات الفرنسية
في عام 1795 دخل في خدمة الجنرال باراس وأقنعه بأنه ذو نفع كبير لكل شيء ولا سيما التجسس على أي مكان وبث البغضاء بين الحكومة والشعب، فأخذ يتجول في الأزقة متنكرا منصتا إلى الأحاديث ويجلس في المقاهي يستمع إلى الأقاويل والإشاعات من فم أصحابها ثم يعود إلى باراس حاملا معه ما حصل عليه من الأكاذيب والحقائق ومع ثقة باراس وتطور العمل اتبع فوشيه نظام المخبرين فعين منهم العشرات وأخذ يدربهم بفن وذكاء حتى وصل إلى ما وصل إليه فيما بعد أيام نابليون حيث أخذ ينقل إليه شخصيا ما يجمعه من مخبريه لأنه كان يعلم أن الإمبراطور شديد الحذر والخوف على نفسه وبالتالي مستعد بمعرفة جميع ما يجري في فرنسا ضده، استطاعت المخابرات البريطانية من التغلغل في دوائر مخابرات وشرطة فرنسا، فقد توصل الإنجليز إلى زرع عميلين من الفرنسيين في أهم الدوائر الرسمية، وتمكنوا بذلك من الحصول على جميع التعليمات التي كان يصدرها نابليون أولا بأول، فوشيه الذي أصبح بعد غناه أسير المادة أغدقت عليه المخابرات العسكرية البروسية الأموال الطائلة حتى قدم الخدمة الجليلة للفلدمارشال غيبهارت بلوشر البروسي .

## المخابرات الفرنسية بعد الحرب العالمية الثانية

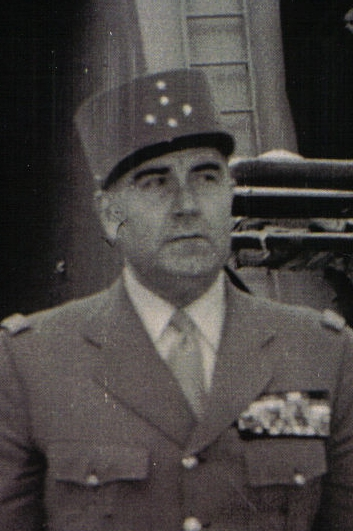
الجنرال بول غروسان

بعد انتهاء الحرب العالمية الثانية صدر مرسوم جمهوري في 18 كانون الأول 1950 بتعيين بيار بورسيكو وهو مدير للأمن العام سابقا وذو ميول اشتراكية رئيسا للمخابرات الفرنسية وأنهيت خدماته عام 1957 وفي عام 1961 عين الجنرال جاكييه رئيسا للمخابرات الفرنسية بدلا من غروسان فاتبع لأول مرة نظاما قاسيا جدا في المخابرات وفي عهده حصلت الجزائر على استقلالها، رغم أن منظمة الجيش السري وضعت بين أهدافها تصفية بعض الفرنسيين وعلى رأسهم جاكييه لأن المنظمة كانت تعارض منح الجزائر استقلالها، في شهر حزيران عام 1965 تقرر وضع المخابرات الفرنسية تحت إشراف وزارة الدفاع بدلا من مجلس الوزراء وأخذت وزارة الدفاع تقوم بعملية تجديد بين موظفي المخابرات وأخذت تزود وزارات الدولة بالمعلومات السياسية ذات العلاقة بتطور الأنظمة الحاكمة في الدول الشيوعية والعربية والأفريقية ثم تركت فيما بعد هذه المعلومات للبعثات الديبلوماسية.